# 올림픽 파푸아뉴기니 선수단
올림픽 파푸아뉴기니 선수단은 파푸아뉴기니 대표로 올림픽에 참가하는 선수단이다. 파푸아뉴기니는 1976년 올림픽에 처음 참가했으며 그 이후로 1980년 하계 올림픽에서 미국이 주도한 보이콧에 국가가 참여한 경우를 제외하고는 모든 하계 올림픽에 선수단을 파견해 왔다. 파푸아뉴기니는 메달을 획득한 적도 없고 동계올림픽에 참가한 적도 없다.
수영선수 라이언 피니(Ryan Pini)는 2008년 하계 올림픽 남자 100m 접영 종목 결승에 진출한 현재까지 국내에서 가장 성공적인 운동선수이다.
파푸아뉴기니 국가 올림픽 위원회는 1973년에 창설되었고 1974년에 국제 올림픽 위원회의 승인을 받았다.

## 같이 보기
- 분류:파푸아뉴기니의 올림픽 참가 선수